# Sergiu Stoica
Sergiu Stoica este un medic neurochirurg român, cunoscut pentru activitatea sa în domeniul chirurgiei cerebrale minim invazive și pentru fondarea BRAIN Institute, primul centru privat de neurochirurgie din România.

## Biografie
Dr. Sergiu Stoica a absolvit Liceul Teoretic „Sfântul Sava” din București, unde a fost distins cu diploma de elev de onoare. A urmat apoi cursurile Universității de Medicină și Farmacie „Carol Davila” din București. Ulterior, și-a continuat formarea profesională în neurochirurgie în centre universitare de prestigiu din Franța (Universitatea Henri Poincaré, Nancy) și Canada (Spitalul Universitar Notre-Dame din Montreal), sub îndrumarea profesorului Michel Bojanowski.

## Carieră medicală
În anul 2012, a fondat BRAIN Institute, un centru de excelență în neurochirurgie, în cadrul Spitalului Monza din București.
În anul 2012, a fondat BRAIN Institute, un centru de excelență în neurochirurgie, în cadrul Spitalul MONZA din București. Sub conducerea sa, echipa BRAIN Institute a realizat peste 6.000 de intervenții neurochirurgicale, cu accent pe tratamente minim invazive pentru tumori cerebrale, anevrisme, cavernome și alte afecțiuni neurochirurgicale complexe.

## Activitate științifică
Dr. Stoica este autor și coautor al unor lucrări publicate în reviste internaționale de specialitate, inclusiv în Operative Neurosurgery.
- Stoica S, Bojanowski MW. "Stereotactic transcortical approach to deep-seated thalamic tumors: A case series". Operative Neurosurgery. 2024.

## Premii și recunoaștere
În 2013, Dr. Sergiu Stoica a fost distins cu premiul „De profesie medic în România” în cadrul Galei Medica, pentru contribuția sa la modernizarea neurochirurgiei românești.